# Georgia Skovgaard

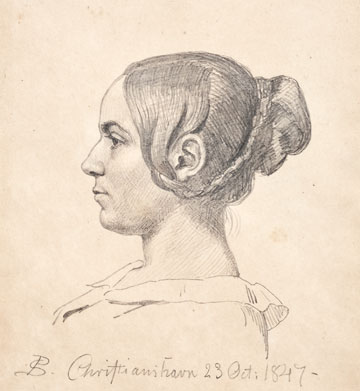
Georgia Schouw, gezeichnet 1847 von P. C. Skovgaard. Skovgaard Museum

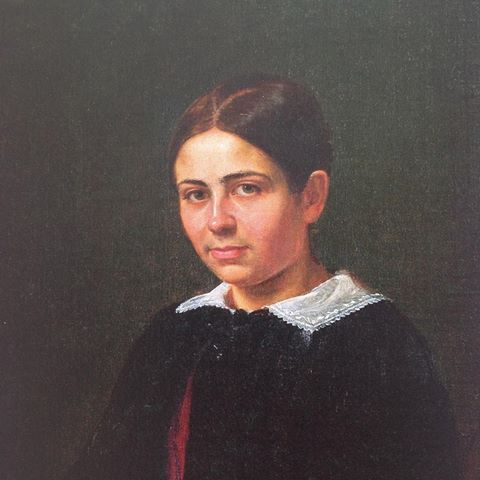
Georgia Skovgaard, gemalt um 1851 von P. C. Skovgaard

Georgia Maria Luise Skovgaard geborene Georgia Schouw (* 27. September 1828 in Kopenhagen; † 15. Juli 1868 ebenda) war eine dänische Textilkünstlerin und Kunststickerin.

## Leben
Georgia Schouw war die Tochter des Professors Joakim Frederik Schouw, einem Botaniker und Politiker und dessen Frau Susanne (Susette) Marie Augustine Peschier Dalgas (1798–1844). Sie wuchs in einem politisch und kulturell interessierten Umfeld auf, zu dem etwa der Kunsthistoriker und Kunstkritiker Niels Laurits Høyen und der Schriftsteller, Dichter, Theologe und Philosoph N.F.S. Grundtvig zählten. Um 1848 war sie mit dem Landschaftsmaler Johan Thomas Lundbye verlobt, der jedoch während seines Militärdienstes im Ersten Schleswig-Holsteinischen Krieg am 25. April 1848 durch eine verirrte Kugel verstarb. Am 3. September 1851 heiratete sie den besten Freund Lundbyes, den ebenfalls als Landschaftsmaler tätigen P. C. Skovgaard, später Professor an der Königlich Dänischen Kunstakademie. Die Trauungszeremonie wurde von N.F.S. Grundtvig selbst geleitet.
Georgia Skovgaard war selber künstlerisch veranlagt und besonders für ihre Stickereien bekannt, zunächst nur im Umfeld der Familie. Die Ehe stimulierte ihre künstlerische Leidenschaft und die Ehegatten machten eine Arbeitsteilung, in der der Mann Vorlagen zeichnete, aus denen Georgia Kunststickereien durchführte. Bereits ihr Brautschleier mit wilden Blumen als Motiv zeigte ihre Fähigkeiten. In den 1860er Jahren begann sie mit der Herstellung von Stickereien für größere Kreise außerhalb der Familie, etwa für die Flaggen der skandinavischen Studentenvereinigungen. Die Entwicklung der Motive von Georgia Skovgaard ging von einer naturalistischen Stickerei zu einem Klassiker mit einer vereinfachten Musterstruktur über. Ihre Arbeiten beruhten auf Zeichnungen und Gemälden der damals führenden Künstler wie J.T. Lundbye, Constantin Hansen, Georg Hilker (1807–1875), Lorenz Frølich und auf denen ihres Ehemannes. Unterstützt wurde sie u. a. von Kristiane Konstantin-Hansen (1848–1925), der ältesten Tochter Constantin Hansens.
Georgia Skovgaard wurde von der Nachwelt als Begründerin der dänischen Kunststickerei beschrieben, hier verstanden als unabhängig wahrgenommene schöne Stickerei nach Meisterwerken guter dänischer Künstler, die den Geschmack in der Innenarchitektur von Häusern beeinflussen wollten. Als sie mit nur 39 Jahren verstarb, blieb ihr Stil ein Vorbild für die nächste Generation von Stickerinnen, Kristiane Konstantin-Hansen, Johanne Bindesbøll (1851–1934) und Anna Sarauw (1839–1919), die 1873 in Kopenhagen eine Stickerei gründeten. Johanne Bindesbøll war die Tochter des Architekten Gottlieb Bindesbøll und Schwester des Architekten Thorvald Bindesbøll.
Georgia Skovgaards Werke wurden erst nach ihrem Tod ausgestellt; erstmals 1895 auf der „Frauenausstellung“ in Kopenhagen, 1917 auf der P. C. Skovgaard-Ausstellung in der Künstlervereinigung (Kunstforeningen) Dänemarks und auf der P. C. Skovgaard Ausstellung im Skovgaard Museum in Viborg 1967. Sie war mehrmals im Det danske Kunstindustrimuseet, dem heutigen Designmuseum Danmark vertreten.

## Familie

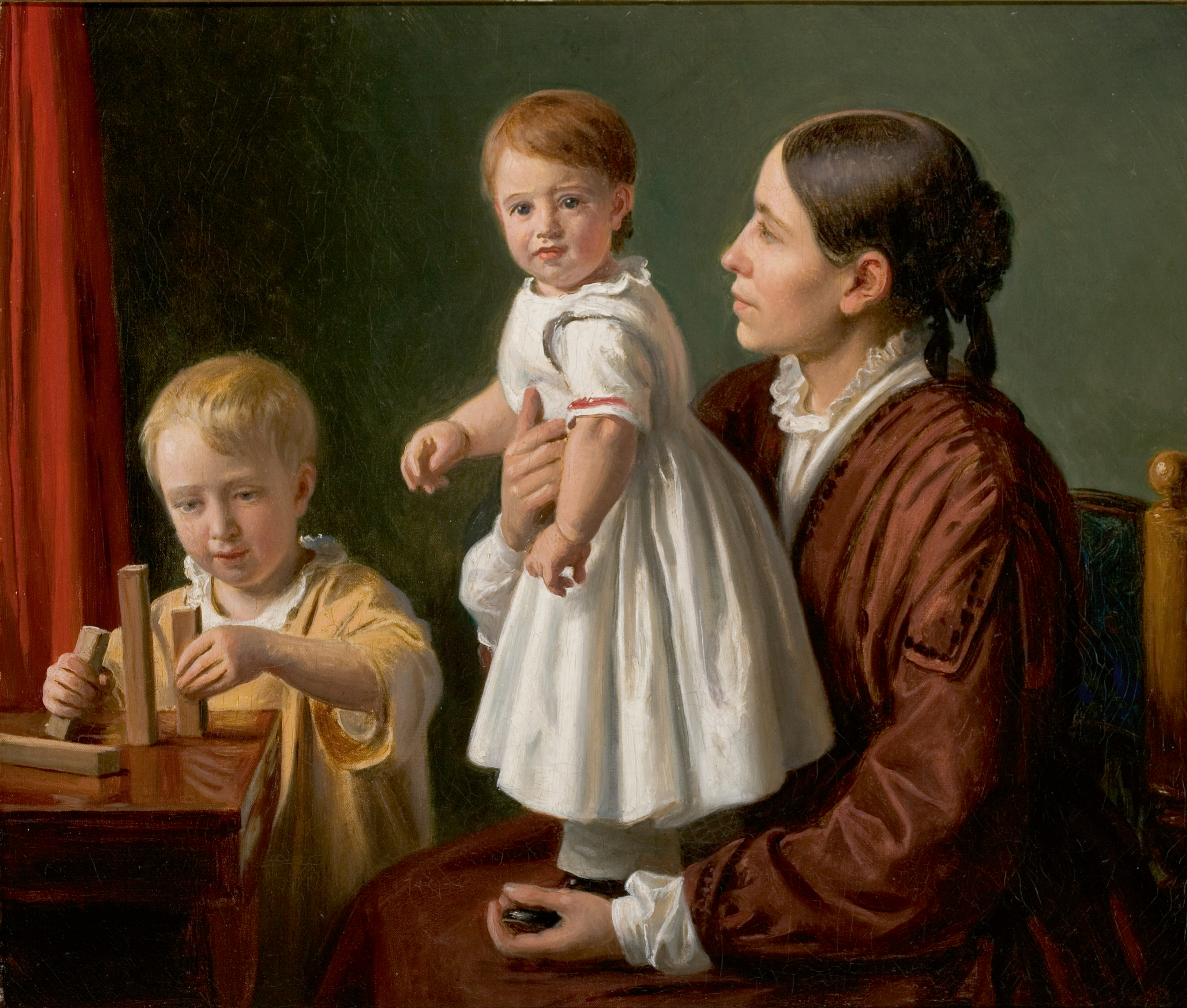
Constantin Hansen: Interieur, Georgia Skovgaard mit ihren Söhnen, ca. 1860, Skovgaard Museum

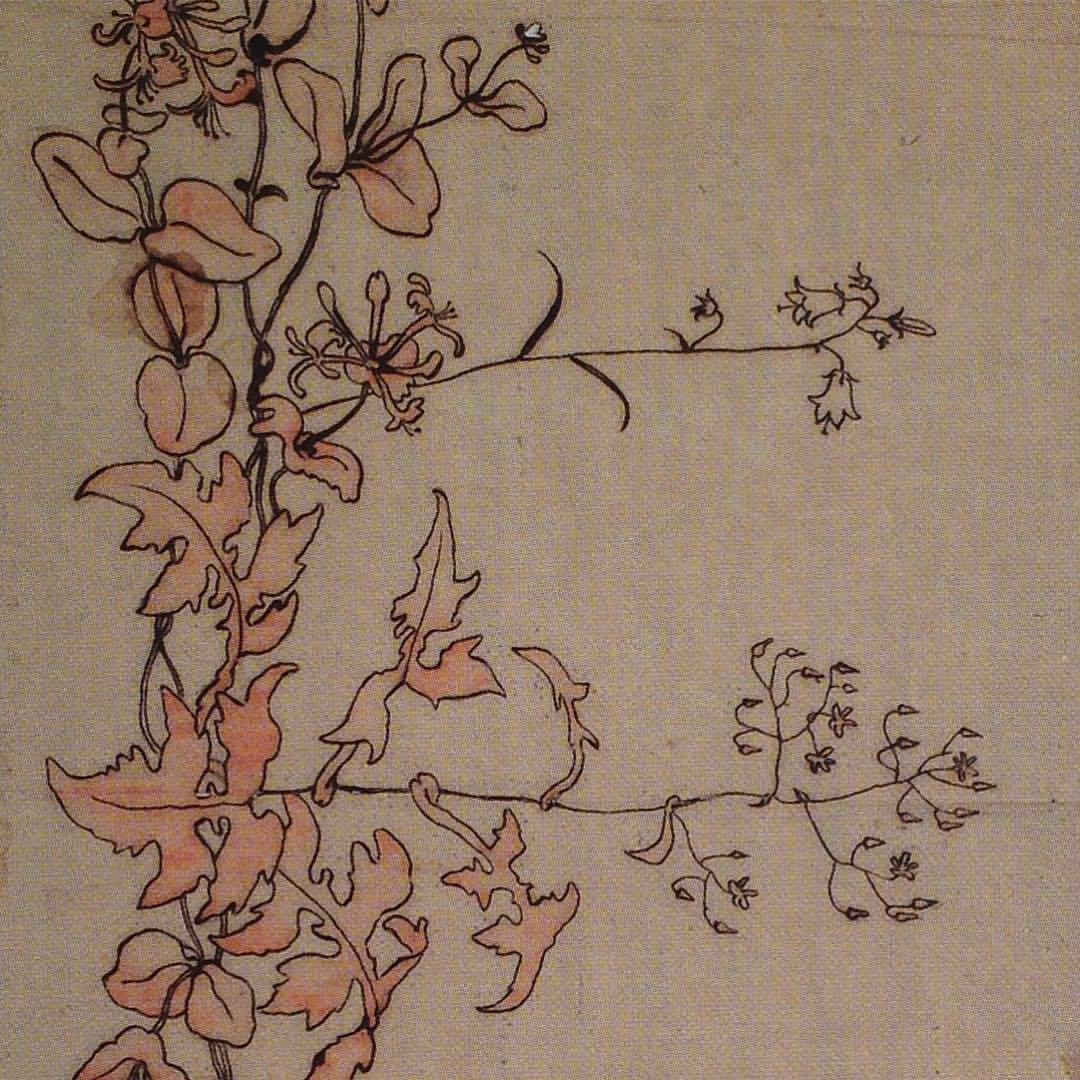
P. C. Skovgaard's Design für den Brautschleier, Designmuseum Danmark

Georgia Skovgaard war die Mutter von Joakim Frederik, Niels Kristian und Susette Cathrine, die alle eine künstlerische Laufbahn einschlugen. Sie verstarb 1868 mit 39 Jahren im Wochenbett. Die Grabstelle des Paares befindet sich auf dem Assistenzfriedhof (Assistens Kirkegård) in Kopenhagen.

## Werke (Auswahl)
Zeichnungen
- Skizzenbuch mit Blumenmotiven (1850)
- Skizzenbuch mit Motiven aus Italien (1854)

Stickereien
- Hochzeitsschleier für Meta Grundtvig, nach Zeichnung von J.Th. Lundbye (1847)
- Eigener Brautschleier mit Geißblatt und Wildblumen nach Zeichnung von P. C. Skovgaard (Tüll, 1851, Designmuseum Danmark)
- Kaminschirm, Winterlandschaft mit Bauernhof und Kühen, nach Zeichnung von P. C. Skovgaard (Geschenk zu N.L. Høyens Silberhochzeit 1857, Designmuseum Danmark)
- Zwei Sätze Stuhlbezüge, auf dem Sitz Doppelrebe, auf dem Rückenteil Hortensienrebe mit Vogel, nach Zeichnung von P. C. Skovgaard (um 1860, Designmuseum Danmark)
- Kleiner Teppich, Rentierkalb (um 1860, Skovgaard Museum)
- Teppich mit Wildschweinmotiv, nach Zeichnung von P. C. Skovgaard, nach einem Bodenmosaik im Casa del Cinghiale, Pompeji (1860–68, Designmuseum Danmark)
- Vier Flaggen für Studentenvereinigungen an den nordischen Universitäten mit Thor, Odin, Freya und Hejmdal, gezeichnet von Constantin Hansen (ca. 1862–63, hergestellt unter ihrer Leitung, die Gesichter hat sie selbst gestickt)
- Sessel nach Entwurf von Jørgen Roed (Designmuseum Danmark)[1]